# Jan Mommaert
Jan Mommaert was de naam van twee 17e-eeuwse drukkers in Brussel, vader (fl. 1585–1627) en zoon (fl. 1646–1669). Tussen deze periodes werd de drukkerij bestuurd door Martine van Straeten onder de naam Weduwe van Jan Mommaert.

## Jan (I) Mommaert
Mommaert de Oudere begon zijn drukkerszaak in 1585. De eerste publicatie die van hem bekend is waren de voorwaarden van de overgave van de stad aan Alexander Farnese: Articulen ende conditien vanden tractate aengegaen ende ghesloten tusschen die Prince van Parma ende de stadt van Bruessele. Ze stelden een einde aan de Brusselse republiek.
In 1594 drukte hij een kort maar rijk geïllustreerd verslag van de blijde intrede in Brussel van de nieuwe gouverneur-generaal, aartshertog Ernst van Oostenrijk: Descriptio et explicatio pegmatum, arcuum et spectaculorum, quae Bruxellae Brabantiae pridie calendas februarii anno MDXCIIII exhibita fuere, sub ingressum serenissimi principis Ernesti (zie Google Books).
Zijn uithangbord was eenvoudig De Druckerye en lag in de Stoofstraat achter het Brusselse stadhuis. Veel van zijn werk bestond uit het drukken van stadsreglementen.
Zijn drukkersmerk was een gehuifde valk met het motto Post tenebras spero lucem (Na duisternis hoop ik op licht).

## Weduwe van Jan Mommaert
Na de dood van Jan Mommaert, waarschijnlijk in 1627, nam Martine van Straeten de familiezaak over onder de naam Weduwe van Jan Mommaert. In 1631 kwam ze in aanvaring met de autoriteiten wegens het publiceren van pauselijke bullen zonder toestemming. Ze kreeg genade op 16 september 1631.
In 1635 drukte ze het nieuwspamflet Nieuwe tydinghen uyt verscheyden quartieren van Europa, ghekomen tot Brussel tzedert den 18. tot den 23. Julii 1635, dat een aflevering kan zijn van een voor het overige onbekende krant.

## Jan (II) Mommaert
Jan Mommaert de Jongere (1611–1669) was niet enkel drukker maar ook dichter. Hij produceerde een frequent herdrukte compilatie van amoreuze, pastorale en burleske liedteksten, sommige van eigen hand, onder de titel Het Brabandts nachtegaelken (eerste editie in 1650). Zijn andere gedichten zijn Stichtelyck ende vermakelyck proces (1658) en Den Christelycken dagh (1658).
Hij zetelde in de magistraat van Brussel in 1654, 1660 en 1666.

## Publicaties

### Jan (I) Mommaert
- 1585: Articulen ende conditien vanden tractate aengegaen ende ghesloten tusschen die Prince van Parma ende de stadt van Bruessele
- 1594: Descriptio et explicatio pegmatum, arcuum et spectaculorum, quae Bruxellae Brabantiae pridie calendas februarii anno MDXCIIII exhibita fuere, sub ingressum serenissimi principis Ernesti, Dei gratia archiducis Austriae (zie Google Books)
- 1594: Maximilien de Vignacourt, Serenissimi Ernesti adventum gratulatur Belgicae Maxaemyliani V
- 1596: Relation de ce que s'est exhibé en la ville de Bruxelles à l'entree du serenissime prince Albert, archiduc d'Austrice
- 1597: Jean Scohier, L'estat et comportement des armes
- 1599: Philip Numan, Panegyricus in adventum Alberti et Isabellae in civitate Bruxellensem
- 1600: Mateo Alemán, Primera parte de la vida del picaro Guzman de Alfarache
- 1600: Staten van Brabant, Instructie ghemaeckt by mijne heeren Staeten van Brabandt, achtervolghende der welcker men tellen sal allen de heerden van allen de schouwen
- 1614: Andres de Soto, Het leven van den heyligen Joseph, bruydegom onser Liever Vrouwen, vertaald door Franciscus Vanden Broecke

### Weduwe van Jan Mommaert
- 1629: Jean Scohier, L'estat et comportement des armes (met een lofsonnet van Jan Mommaert II)
- 1630: Juste Damant, Manière universelle de fortifier
- 1635: Nieuwe tydinghen uyt verscheyden quartieren van Europa, ghekomen tot Brussel tzedert den 18. tot den 23. Julii 1635 (zie Google Books)
- 1636: Eberhard Wassenberg, Scherp sinnighe Neep-Dichten (met een lofvers van Jan Mommaert de Jongere)

### Jan (II) Mommaert
- 1646: Erycius Puteanus, Bruxella septenaria
- 1647: Pedro Calderón de la Barca, Het leven is maer droom (vertaling van Life Is a Dream)
- 1650: Jan Mommaert, Het Brabandts nachtegaelken
- 1656: Emmanuel de Aranda, Relation de la captivité et liberté du sieur Emmanuel d'Aranda, mené esclave à Alger en 1640, et mis en liberté en 1642
- 1660: César Oudin, Tesoro de las dos lenguas, española y francesa (verbeterde editie)